# Journey Through Lands Unknown
Journey Through Lands Unknown (englisch Reise durch unbekannte Länder) ist das dritte Album der belgischen Extreme-Doom-Band Pantheist. Mit einer Stilkombination aus Extreme Doom und Progressive Metal kennzeichnet das gespalten aufgenommene Album den Beginn der zeitweiligen Abkehr der Band vom Funeral Doom.

## Geschichte
Nach der Aufnahme des Albums Amartia im Oktober 2004 hatte mit Nicolas Tambuyser eine Hälfte des einstigen Ur-Duos die Band verlassen. Der Bandbegründer Kostas Panagiotou führte Pantheist ohne Tambuyser mit, den bereits an der Aufnahme der EP beteiligten, Ilia Rodriguez, Mark Bodossian und Sterghios Moschos fort. Ab dem Jahr 2007 arbeitete die Musiker über einen Zeitraum von anderthalb Jahren kontinuierlich an einem neuen Album, bevor sie zur Aufnahme ein Tonstudio buchten. Journey Through Lands Unknown sollte von Beginn an die Bemühungen um kreative Offenheit und musikalische Entwicklung verwirklichen. Damit sollte das Album, an die im Sommer 2004 aufgenommene, und nach Amartia veröffentlichte, EP The Pains of Sleep anschließen.
In ihrer eigenen Band-Biografie schrieben die Musiker, Journey Through Lands Unknown sei „das Ergebnis von 18 Monaten mühsamer Arbeit sowie ernsthafter musikalischer und spiritueller Forschung“. Die Aufnahmen fanden von Juni bis Juli 2008 unter der technischen Begleitung von Greg Chandler in den Priory Recording Studios statt. Chandler mischte das Album mit der Band gemeinsam ab. Das Mastering übernahm Rik Dowding für Sonic Mastering. Auf die Veröffentlichung folgten mehrere Auftritte sowie eine Tournee mit Skepticism und Ophis.

## Albuminformationen

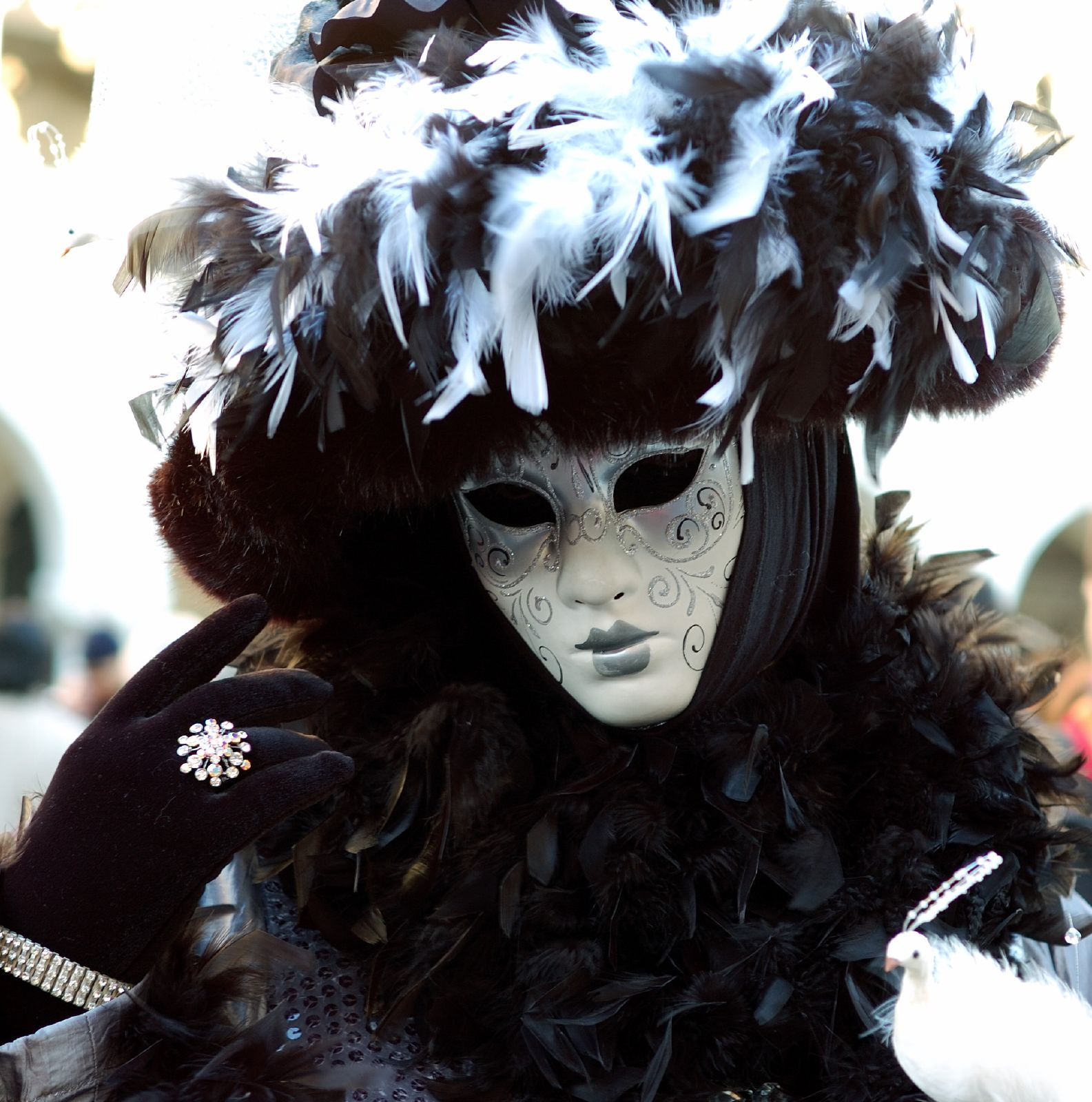
Das Motiv der venezianischen Maske wiederholt sich mehrmals in der visuellen Aufbereitung des Begleitmaterials.

Journey Through Lands Unknown ist das dritte Studioalbum der Band. Es wurde am 15. Oktober 2008 über Firedoom Music mit der Katalognummer FDOOM026 als CD veröffentlicht. Grau Records  legte das Album 2013 mit der Katalognummer Grau020 und um das Stück The Loss of Innocence als Demoaufnahme aus dem Jahr 2007, erweitert erneut auf. Die Wiederveröffentlichung erhielt eine Überarbeitung der Gestaltung sowie zusätzliche Linernotes von Ilia Rodriguez. Eine Veröffentlichung als Musikdownload erfolgte über Grau Records und Pantheist im Jahr 2016 in der erweiterten Variante. Beide nutzten dazu den Online-Musikdienst Bandcamp. 
Das Album enthält in seiner ursprünglichen Form acht separate Stücke, die eine Gesamtspielzeit von 1:02:46 Stunden haben. Die ergänzten Wiederveröffentlichungen enthalten indes neun Stücke mit einer Gesamtspielzeit von 01:13:45 Stunden.

### Titelliste
1. Deliverance: 8:59
2. Unknown Land: 7:43
3. Dum Spiro Despiro: 8:39
4. Haven: 3:03
5. Oblivion: 5:44
6. The Loss of Innocence: 11:14
7. Eternal Sorrow: 12:01
8. Mourning the Passing of Certainty (Despair as the Sky Turns Grey): 5:23

### Gestaltung
Die Gestaltung übernahm Cheryl Pinnock. Die visuelle Aufbereitung des Albums ist in Bronzetönen gehalten. Das Cover zeigt den oberen Teil eines Jugendstil-Spiegels in dessen dunkler Oberfläche die unscharfe Reflexion einer venezianischen Frauenmaske zu sehen ist. Die Abbildung des Spiegels wird vom Bildrand links und unten abgeschnitten. Im oberen rechten Bildteil sind Bandname und Albumtitel angegeben. Die Elemente der Maske werden im Begleitheft in Detailaufnahmen mit Lichtschlieren abgebildet. In der für Grau Records überarbeiteten Form wurde die Farbigkeit des Begleitmaterials aufgehellt und der rotbraune Bronzeton der Erstauflage wurde zu einem goldenen Farbton.

### Stil
Mit Journey Through Lands Unknown ging Pantheist deutlich „über die Grenze einer typischen Funeral-Doom-Struktur hinaus“. Das Album weist noch Wurzeln aus dem Genre auf entwickelt sich jedoch in eine individuelle Richtung, die sich einer eindeutigen Kategorie entzieht. In Rezensionen werden Verweise auf eine Vielzahl unterschiedlicher Interpreten bemüht. Pink Floyd und Dead Can Dance werden ebenso als Relation benannt wie Vertreter der ersten Welle des Black Metal wie Quorthon oder Celtic Frost und solche des Gothic Metal wie Tiamat und My Dying Bride. So verarbeitet die Band eine Inspirationen von Progressive Rock und Traditional Doom mit Hammondorgel, über die Dynamik und Folk-Atmosphäre von Agalloch und den wütenden Ausbrüchen des Black Metal, bis zur episch ausladend synthetisch generierten Orchesterarrangements. Insbesondere am Einsatz der Hammond festgemacht, wirkt Journey Through Lands Unknown wie der Versuch den frühen Hard Rock von Deep Purple in den Kontext eines Extreme-Doom-Albums zu übertragen.
Die Basis der Musik bleibt der Funeral Doom. Das für Death und Funeral Doom übliche langsame und stark verzerrte Gitarren-Riffing wird mittels „atmosphärisch-apokalyptischer Keyboard-Themen verstärkt“, derweil die Rhythmusgruppe ein Fundament aus langsamen Rhythmen bietet. Auf dieser Basis der Musik entfaltet die Vielfalt des Albums. Mit progressiven Gitarren-Melodien, Tempoausbrüchen die bis zu Blastbeats reichen, alleinstehenden Piano-Passagen, folkloristischen sowie mittelalterlichen Sequenzen mit den von Pantheist bekannten Choralgesängen oder solche die die an die 1970er-Jahre gemahnte Hammondorgel nutzen.

„Musikalisch war es das komplexeste und vielschichtigste, aber immer noch zugängliche und fesselnde Album. Eines das, mit einem gewagten Umgang mit Genregrenzen und der Weigerung, Erwartungen zu entsprechen, die Meinungen polarisierte und dennoch glänzende Kritiken einheimste und neue Anhänger gewann.“

## Wahrnehmung
Die gespaltene Resonanz auf Journey Through Lands Unknown wurde von Pantheist selbst angeführt. Rezensionen bemängelten das Album als zu experimentell für den Stil und die Band, oder als „unkonzentriert, unscheinbar und völlig ohne die erforderliche Heavyness“. Dadurch erweise es sich als „sehr durchwachsenes Album“, bei dem gelegentlich interessante Passage es nicht davor retten könnten ein Album zu sein, das weder geschlossen wirke noch unterhalten könne. Mehr als die Hälfte der Stücke seien „fast nicht als Pantheist erkennbare Experimente, die dann in einigen der besten Stücken des Funeral Doom“ übergingen. Eine „gewisse Orientierungslosigkeit“ und „unnötiger Ballast“ würden so „erstklassige Ansätze“ belasten und unterbrechen. Solchen Kritiken stand Lob als erwartungsgemäß „großartiges Album“ und ein weiteres „reines Juwel“ in der Diskografie der band gegenüber. „Anstatt zum x-ten Mal alten Müll zu mahlen,“ zeigten Pantheist mit einer „Idee für Musik […] wie viele ungeöffnete Türen in diesem scheinbar verknöcherten Stil noch vorhanden sind.“ Und als ein solches Zeugnis „von großer Hingabe und echter Kunst“ gelänge es der Band mit dem Album „Geist und Sinne“ in einen Bereich von „Reinheit und Katharsis“ zu übertragen.